# Багачка (притока Сули)
Бага́чка — річка в Україні, в межах Хорольського району Полтавській області. Ліва притока Сули (басейн Дніпра). 

## Опис
Довжина річки — 12 км. Долина у верхній течії вузька, в нижній — неглибока. Річище слабозвивисте. Заплава невиразна, в пониззі заболочена і зливається з заплавою Сули.  

## Розташування
Річка берез початок у східній частині села Покровська Багачка. Тече спершу на північний захід, далі на захід і (частково) південний захід. Впадає до Сули на північний захід від села Березняки.

## Етимологія назви
Назва гідроніма походить від прикметника багатий, утворена за допомогою суфікса здрібнілості -ачк-.

## Населені пункти
На березі річки розташовані села: Покровська Багачка, Запорожчине, Тарасівка.